# Crupina
Crupina é um género botânico pertencente à família Asteraceae.